# Captain Kronos – Vampirjäger
Captain Kronos – Vampirjäger (Originaltitel: Captain Kronos – Vampire Hunter) ist ein britischer Horrorfilm von Brian Clemens. Erzählt wird „die Geschichte eines Vampirjägers aus dem frühen 19. Jahrhundert, Captain Kronos (Horst Janson), der mit Professor Grost (John Cater), einem Ausbruch von Vampirismus auf die Spur kommt, ehe er in den Sonnenuntergang zu neuen Abenteuern reitet.“

## Handlung
Landarzt Dr. Marcus ist ratlos. In seinem Dorf sterben die Menschen wie die Fliegen. Alle verstorbenen Frauen haben ein gemeinsames Merkmal: kurz zuvor waren sie in Windeseile gealtert. Dr. Marcus bittet daraufhin seinen alten Armeekameraden Captain Kronos zu sich. In dessen Gefolge befindet sich der kauzige Professor Hieronymus Grost, wie Kronos ein ausgewiesener Vampirexperte. Grost macht keinen Hehl aus seiner Auffassung, dass es sich hier klar um einen speziellen Fall von Vampirismus handelt. Während Marcus anfänglich skeptisch bleibt, belehrt ihn bald ein neuerlicher Todesfall eines Besseren. Grosts Theorie: Dieser Vampir saugt kein Blut aus ihren Opfern, sondern deren Jugend.
Ein von Kronos, seiner Begleiterin Carla und Grost durchgeführter Spezialtest beweist die Richtigkeit dieser speziellen Vampirtheorie, der jedoch durch einen Augenzeugenbericht widersprochen wird. Währenddessen macht Dr. Marcus einen Hausbesuch bei der Familie seines verstorbenen Freunden Lord Durward. Er begegnet dort dessen erwachsenen Kindern Paul und Sara, nicht jedoch der Witwe Lady Durward, die bettlägerig ist und zu der er nicht vorgelassen wird. Auf dem Heimweg begegnet ihm eine merkwürdige, finstere Gestalt, an deren Lippen einige Bluttropfen hängen. Währenddessen hat sich Kronos in einer Kneipe diverser Schlägertypen unter der Führung eines gewissen Kerro zu erwehren. Diese Männer wurden von Lady Durwards Kutscher auf Kronos angesetzt, um ihn umzubringen.
Ganz offensichtlich droht dem Dorf Gefahr aus dem nahe liegenden Wald, und so installieren Kronos, Prof. Grost, Carla und Dr. Marcus dort mehrere Alarmglocken für den Fall, dass der vermutete Vampir erneut zur Gemeinde vordringt. Zu diesem Zeitpunkt wird eine junge Frau von einem mächtigen Vampir angefallen und getötet. Dr. Marcus ist selbst zu einem Vampir geworden und bittet Kronos inständig, ihn zu töten. Doch der Klassiker, das Pfählen mit einem Holzpflock, funktioniert bei dieser speziellen Form von Vampirismus nicht. Und so rammt Kronos seinem alten Freund dasjenige Stahlkreuz in die Brust, das dieser stets um seinen Hals trägt. Dieser Tötungsversuch hat schließlich Erfolg. Jetzt wissen die verbliebenen Drei, wie man dieser Vampirplage wirkungsvoll zu Leibe rücken kann.
Auf einem Friedhof besorgen sich Kronos und sein Kumpel Grost daraufhin ein sehr großes Kreuz aus Eisen. Einige Dorfbewohner haben sich zusammengerottet und gehen aufgebracht auf den kleinen Trupp los, weil sie glauben, dass Kronos und seine Begleiter Marcus ermordet hätten. Kronos entwaffnet die aufgebrachte Menge, und Grost schmiedet aus dem geweihten Eisenkreuz eine wirkungsvolle Waffe gegen den zu bekämpfenden Vampir: ein Schwert. Bei einem weiteren Vampirangriff sieht Kronos, wie sich eine Kutsche, die der der Familie Durward stark ähnelt, in hohem Tempo den Tatort verlässt. Kronos beschließt daraufhin, heimlich der Familie einen Besuch abzustatten, vermutet er doch, dass sich der Vampir in dem weitläufigen Anwesen versteckt hält. Er hat vor allem die junge Sara Durward in Verdacht.
Während Kronos versucht, in Durward Manor einzudringen und den Dingen auf den Grund zu gehen, wählt seine Gefährtin Carla den offiziellen Weg und bitte unter einem Vorwand bei den Durwards um Zuflucht. Kronos‘ Vermutung bestätigt sich nicht; die Durward-Geschwister stehen selber unter dem Bann des Blutsaugers. Es war Lady Durward, die ihren verstorbenen Mann wieder zum Leben erweckt hat. Der dürstet nun nach Lebenselixier und bekommt von seiner Gattin Carla als verjüngenden Appetithappen angeboten. In diesem Moment springt Kronos aus seinem Versteck hervor und spiegelt mit seinem von Grost frisch geschmiedeten Eisenkreuzschwert den hypnotischen Blick der vampiresken Lady, die in dem Zweikampf ebenso umkommt wie ihr wiederauferstandener Mann durch das Schwert. 
Nach getaner Arbeit machen sich Kronos und Grost zu neuen Abenteuern auf.

## Produktionsnotizen
Captain Kronos – Vampire Hunter wurde unter dem Kurztitel Kronos bereits 1972 gedreht, 1973 fertiggestellt und für den Kinoeinsatz bereitgehalten, jedoch erst am 7. April 1974 uraufgeführt. Er war einer der letzten klassischen Horrorfilme der Hammer Films-Company.
Das Budget betrug 160.000 ₤. Die Produktion war als Einstieg zu einer Reihe von Kronos-Filmen geplant; Hammer gab jedoch diese Idee auf, als der Kassenerfolg dieses Streifens ausblieb.
Trotz beachtlicher Kritiken und der Besetzung des Deutschen Horst Janson in der Haupt- bzw. Titelrolle wurde die Produktion in Deutschland nie im Kino oder im Fernsehen gezeigt. 2004 erschien Kronos als Captain Kronos – Vampirjäger in Deutschland auf DVD im Rahmen einer Hammer-Film-Edition.

## Kritiken
Der Movie & Video Guide schrieb: „Unique blend of horror and swashbuckler genres follows sword-wielding stranger as he stalks new breed of vampire across European countryside. Artsy, exciting almost intoxicatingly atmospheric chiller has developed considerable following across both sides of the Atlantic; one of the best (and least typical) Hammer productions“.
Halliwell‘s Film Guide charakterisierte den Film wie folgt: „Lively horror yarn with amusing asides“.
Cavett Binion urteilte: „Well-photographed and cleverly directed by Brian Clemens (Dr. Jekyll & Sister Hyde), this is one of Hammer's few attempts to broaden its audience in the 1970's.“